# Wilhelm von Scharnhorst
Heinrich Wilhelm Gerhard Scharnhorst, von Scharnhorst depuis 1802 (né le 16 février 1786 à Hanovre et mort le 13 juin 1854 à Bad Ems) est un général d'infanterie prussien et gouverneur de Rastatt (de).

## Biographie

### Famille
Il est issu de la famille noble de Basse-Saxe von Scharnhorst (de) et est le fils aîné du réformateur militaire et lieutenant général prussien Gerhard von Scharnhorst (1755-1813), qui est élevé à la noblesse prussienne en 1802 avec ses descendants. Scharnhorst se marie le 21 août 1818 avec Agnès comtesse Neidhardt von Gneisenau (née le 24 avril 1800 à Schilda et morte le 5 juillet 1822 à Erdmannsdorf), la fille du maréchal August comte Neidhardt von Gneisenau (1760-1831) et de Karolina von Kottwitz (de) (1772-1832). Avec la mort de leur fils August (1821-1875), la famille von Scharnhorst s'éteint dans la lignée masculine.

### Carrière militaire
Depuis le 29 août 1794, Scharnhorst est d'abord cadet de l'artillerie hanovrienne (de). En mai 1803, son père le fait venir à Berlin pour poursuivre sa formation. Le 1er août 1809, Scharnhorst s'engage dans l'armée prussienne en tant que hussard avec le régiment de hussards brandebourgeois. Il y devient enseigne de janvier 1810, mais prend congé trois mois plus tard comme sous-lieutenant pour combattre jusqu'en 1813 avec la légion allemande du roi au Portugal et en Espagne. En 1812, il devient capitaine et adjudant à Wellington. Comme il maîtrise la langue portugaise, il y traduit également des documents en allemand.
Réengagé au service prussien le 26 avril 1813, Scharnhorst rejoint l'état-major général du corps de Blücher en tant que sous-lieutenant. Pendant les guerres napoléoniennes , il participe aux batailles de Lützen, Bautzen, Katzbach, Leipzig, Laon, Ligny et Waterloo, ainsi qu'à plusieurs autres batailles. En plus de la croix de fer de 2e classe, Scharnhorst reçoit l'Ordre russe de Saint George et l'Ordre de Saint-Vladimir de 4e classe et l'ordre de l'Épée.
En tant que major, il fait partie de l'état-major général du 8e corps d'armée. Toujours en tant que major, il est inspecteur d'artillerie à Stettin et plus tard à Coblence. En 1833, il est colonel commandant de la 3e brigade d'artillerie silésienne et en 1836, il sert au ministère de la Guerre. Le 11 mai 1849, il commande l'artillerie contre les soldats mutins de la forteresse de Rastatt (de) et les insurgés de la révolution badoise. Après avoir remis la forteresse, il est nommé le 10 septembre 1849 gouverneur de Rastatt. Le 2 février 1850, il se retire pour des raisons de santé avec la pension légale et obtient le caractère de général d'infanterie. Scharnhorst déménage de Coblence, où il est encore en garnison, à Berlin.
Juriste de formation, il est membre honoraire académique de l'Académie prussienne des sciences.
Il meurt d'un accident vasculaire cérébral en 1854 lors d'un séjour thermal à Bad Ems. Il repose dans la tombe de la famille Scharnhorst au cimetière des Invalides à Berlin.